# Lathyrus zionis
Lathyrus zionis är en ärtväxtart som beskrevs av Charles Leo Hitchcock. Lathyrus zionis ingår i släktet vialer, och familjen ärtväxter. Inga underarter finns listade i Catalogue of Life.